# Hollingstedt (Treene)
Pour les articles homonymes, voir Hollingstedt.
Hollingstedt est une municipalité allemande située dans le land du Schleswig-Holstein et dans l'arrondissement de Schleswig-Flensbourg. En 2015, sa population est de 997 habitants.